# Beat ’em up
Beat ’em up — жанр компьютерных игр, основной чертой которого является рукопашная схватка главного героя против огромного количества врагов. Как правило, действие таких игр происходит в городском антураже, а сюжет основывается на темах борьбы с преступностью или отмщения, однако встречаются игры, основанные на исторической, научно-фантастической или фэнтезийной тематике. Традиционные игры жанра «избей их всех» являются сайд-скроллерами в рамках двумерных (2D) уровней, тогда как более поздние игры перешли на более открытое трехмерное (3D) окружение с ещё бо́льшим числом врагов. Отличительной стороной этих игр является весьма простой геймплей, что является предметом как критических замечаний, так и насмешек. Также отличительной чертой жанра можно назвать кооперативный режим многопользовательской игры и наличие многочисленных игровых персонажей.
Первыми значимыми играми в жанре стали Kung-Fu Master в 1984 году и Renegade в 1986, в которых используется урбанистический антураж и сюжет о мести преступному миру, ставшие частым явлением впоследствии. Наибольшей популярностью жанр пользовался после выхода Double Dragon в 1987, определивший для жанра главенствующее место кооперативного режима для двух игроков, и до появления Street Fighter II в 1991, который привлек внимание игроков к жанру единоборств. Игры наподобие Streets of Rage 2, Final Fight и Golden Axe, появившееся в то время, стали классическими играми в жанре. Популярность подобных игр снизилась после появления массовых трехмерных игр, однако даже в наше время в этом жанре появляются новые игры, выполненные в масштабном трехмерном окружении.

## Определение
«Избей их всех» (иногда также — «драчуны») — это экшн-игры, в которых игрок должен сразиться с большим числом врагов в рукопашном поединке, либо будучи вооруженным холодным оружием. Игрок должен пройти через уровень, как правило разделенный на секции, при этом для перехода к следующей секции необходимо уничтожить группу врагов. В конце каждого уровня игрок обычно должен сразиться с боссом. Однако обычно в версиях игр для аркадных автоматов значительно сложнее добиться успеха, что вынуждает игрока тратить на игру больше средств.
Жанр «избей их всех» связан (но не смешивается) с жанром файтингов, который основан на единоборстве игроков, а не на перемещении по уровню и множестве противников. Однако комментаторы как правило не берут во внимание это терминологическое различие, смешивая жанры. В своё время термины и определения этих жанров подвергались взаимному влиянию, поэтому одинаково хорошо понимаются фанатами обоих жанров. Более того, иногда в одной игре могут быть представлены оба типа геймплея.
В начале 1980-х годов в Великобритании журналы о компьютерных играх типа Mean Machines или Computer & Video Games описывали все игры о драках термином beat ’em up, включая игры жанра файтинг. Тем не менее, и в этой прессе подчеркивалось различие посредством дополнительного слова, так что игры наподобие Double Dragon или Final Fight назывались «beat ’em up c прокруткой» (англ. scrolling beat ’em ups), а игры в духе Street Fighter II или Mortal Kombat описывались как «beat ’em up один на один» (англ. one on one beat ’em up).

## Геймдизайн
Сюжет игр часто основан на темах борьбы с преступностью и мести, при этом действие происходит на улицах городов, хотя встречаются исторические или фэнтезийные сюжеты. Игрок должен добраться из одного конца игры в другой, что передается как горизонтальная прокрутка уровня. Некоторые более поздние игры отказались от двухмерных прокручиваемых уровней, предлагая игрокам масштабные трехмерные пространства, сохраняя при этом простоту геймплея и управления. Продвигаясь по уровню, игрок может найти оружие или предметы, восстанавливающие здоровье.
Продвигаясь по уровню, игрок будет натыкаться группы врагов, которые должны быть нейтрализованы, чтобы игрок мог продолжить движение. Когда все враги нейтрализованы, уровень заканчивается. Каждый уровень состоит из повторяющихся групп врагов, что открывает широкое поле для критики за повторяемость. В играх жанра «избей их всех» игрок часто сражается с боссами, являющимися намного более сильными соперниками, в конце каждого уровня.
Часто игры этого жанра предлагают несколько главных героев на выбор, которые отличаются сильными и слабыми сторонами, а также набором движений. Среди атак могут встречаться быстрые комбинации обычных ударов («комбо»), удары в прыжке и удержания. Как правило, каждый персонаж имеет уникальную сверх-атаку, что подразумевает разную тактику игры в зависимости от выбранного игроком персонажа. Обучение управлению персонажем происходит очень легко, так как в играх обычно используется не более двух кнопок. С помощью сочетаний этих двух кнопок игрок производит комбо, атаки в прыжке и удержания. После выхода Double Dragon во многих играх также появился кооперативный режим на двух игроков — главный элемент притягательности игр жанра. Вероятность появления кооперативного режима в играх жанра «избей их всех» больше, чем в каком-либо другом.

## История

### Появление
Первой игрой в жанре файтинг, судя по всему, является игра для аркадных автоматов Heavyweight Champ (1976) от Sega, в которой игрок наблюдал за событиями со стороны подобно более поздним файтингам. Однако внимание к играм, выполненным в тематике боевых искусств, удалось привлечь лишь игре Karate Champ (1984) от Data East В том же году выходит игра Kung-Fu Master (известная в Японии как Spartan X) от Irem, созданная под впечатлением от фильмов гонконгской индустрии кино, установившая такие особенности жанра «избей их всех», как прокручивающиеся уровни, простота геймплея и множество врагов. В том же 1984 году выходит игра Bruce Lee, в которой битвы между множеством игроков и врагов были совмещены с традиционным геймплеем платформера, собирания и головоломки. В конце того же года в игре Karateka были совмещены единоборства в стиле Karate Champ и свобода перемещения из Kung-Fu Master, а также проведен успешный опыт по добавлению к боевому геймплею сюжета. Также это была одна из первых игр в жанре «избей их всех», портированная на многие игровые приставки и домашние компьютеры. В вышедшей в 1986 году игре Renegade (в Японии — Nekketsu Kōha Kunio-kun) сюжет сместился с тематики боевых искусств первых игр в сторону уличных драк. В американском издании этой игры был добавлен сюжет, основанный на мести преступному миру, что вызвало значительно бо́льший отклик у игроков, нежели заурядные спортивные поединки по жестким правилам. Также в Renegade игровой персонаж мог перемещаться вниз и вверх, что стало стандартом для последующих игр. Также в игре присутствовали «комбо»-атаки. В отличие от более ранних игр, в Renegade и Double Dragon враги могли быть существенно более живучими, для их нейтрализации требовалось нанести успешный удар, при этом первый удар обездвиживал, в результате чего враг терял способность защититься от успешного удара.

### «Золотой век»

Final Fight — один из знаковых beat ’em up «золотого века».

После выхода игры Double Dragon в 1987 году начался так называемый «золотой век» жанра «избей их всех», продлившийся примерно пять лет. Игра разрабатывалась Technos Japan Corporation как духовный наследник Renegade, но ей удалось поднять качество жанра на новую высоту не только сохранением набора ударов из боевых искусств, но и добавлением выдающегося по тем временам кооперативного режима игры. Успех Double Dragon привел к появлению огромного числа игр этого жанра в конце 1980-х годов, тогда же появились такие серии как Golden Axe и Final Fight (обе вышли в 1989), название которых говорит само за себя. Final Fight от Capcom должен был стать сиквелом выпущенной в 1987 году игры Street Fighter (рабочее название которой было Street Fighter '89), однако компания все же решила дать игре другое название. В отличие от Renegade и Double Dragon с их простыми комбо-атаками, в Final Fight комбо были куда как более динамичными, а их спрайты — намного больше. Провозглашенная лучшей игрой в жанре, Final Fight получила два сиквела и была портирована на другие системы. Эта игра принесла славу Capcom и стала одной из причин банкротства Technos Japan. Golden Axe была отмечена за интуитивно-понятный геймплей hack and slash и кооперативный режим, и оказала влияние на жанр, внеся в него выбор из нескольких главных персонажей, предполагающих разные стили игры. Эта серия стала одной из сильнейших среди других «избей их всех»-игр благодаря своей фэнтезийной атмосфере, резко выделяющей серию на фоне других игр, выполненных в урбанистических сеттингах. В игре Bad Dudes Vs. DragonNinja были добавлены элементы платформера, а в P.O.W.: Prisoners of War было уделено внимание оружию, благодаря чему персонаж мог его подбирать. Другая игра в жанре — River City Ransom (1989), она же Street Gangs в Европе — привнесла в геймплей элементы ролевых игр, так персонаж мог становиться сильнее на деньги, «выбитые» из врагов.
Собравшая много положительных отзывов серия Streets of Rage, вышедшая в начале 1990 года, имела множество заимствований из Final Fight. Сиквел этой игры, Streets of Rage 2 для Sega Mega Drive/Genesis отмечен тем, что стал одной из первых игр, геймплей которых критиками ставился в один уровень с аркадными играми. Дизайн уровней этой игры высоко оценивался за то, что традиционный сеттинг был переосмыслен в новой манере. Успех игры был такой, что игра в результате была портирована на аркадный автомат. Как и в случае с Final Fight, Streets of Rage 2 называли лучшей игрой-скроллером в жанре «избей их всех» своего времени. Также жанр стал желанным для адаптаций телевизионных сериалов и фильмов после неожиданного успеха аркадной игры по вселенной «Черепашки-ниндзя», благодаря чему вскоре появилась целая серия игр, основанных на её персонажах. Однако, «золотой век» жанра окончился с выходом игры Street Fighter II от Capcom в 1991 году, которая привлекла внимание игроков к играм о единоборствах, одновременно с этим начавшееся внедрение в компьютерные игры технологий трехмерной графики в целом снизило популярность классических двумерных игр о драках. К середине 1990-х годов жанр находился в кризисе из-за недостатка новых идей.

### Эпоха 32 бит и после неё
Вокруг вышедшей в 1997 году игры Fighting Force от Core Design нагнетался сильный ажиотаж, так как игра должна была задать новые стандарты жанра в новом 32-битном трехмерном окружении. Однако после выхода игру ожидал достаточно равнодушный прием. Серия Dynasty Warriors, начиная со второй части (2000 год), предлагала игрокам традиционный геймплей «избей их всех»-игр, перенесенный в трехмерное окружение, при этом на экране одновременно отображались толпы врагов. В серии насчитывается 14 игр (включая дополнения), которые для западного игрока выглядят одинаково, тогда как создатели игры заявляют о том, что их большая японская аудитория находит между ними существенные различия. Критики, высоко оценившие Dynasty Warriors 2 за инновационность и техническое совершенство, поставили смешанные оценки последовавшим играм Эти игры оценены положительно за простой и увлекательный геймплей, но также критиковались за крайнюю упрощенность и повторяемость. Yakuza, другая хорошо продававшаяся серия японских игр, совместила хороший сюжет, детально проработанное интерактивное окружение и действие в виде уличных драк. Несмотря на выход этих игр, многие рецензенты компьютерных игр начали выражать мнение, что жанр «избей их всех» умер. Так, до 2002 года на аркадных автоматах не было выпущено практически ни одной новой игры в жанре.

Путь Нео — beat ’em up «эпохи» 32 бит

Игра Viewtiful Joe (2003) от Capcom, использующая графическую технологию сэл-шейдинга, привнесла новые особенности (такие как особые силы главного героя), чтобы «придать новой энергии» своим традиционным двумерным играм «избей их всех». Игра Castle Crashers (2008) от The Behemoth также построена вокруг «мультяшной» графики, своеобразного юмора и высоко оцененного кооперативного режима. Игра The Warriors (основанная на одноименном фильме 1979 года) от Rockstar Games, выпущенная в 2005 году, представляет масштабные драки в трехмерном окружении, разбавленные другими действиями типа преследования. В самой игре также есть более традиционная игра «избей их всех», Armies of the Night, предлагающаяся в качестве бонуса. Также как и основная игра, она собрала массу положительных отзывов и была позднее издана отдельно на PlayStation Portable. Такие игры как God Hand (2006) и MadWorld (2009) были встречены как пародия на жестокость массовой культуры, благодаря чему игры были положительно отмечены за то, что они не пытаются казаться такими серьёзными как ранние игры жанра. Многие классические игры были переизданы в сервисах вроде Virtual Console. Критики снова подтвердили интерес для части аудитории, тогда как интерес остальной аудитории предполагался смещенным к другим играм. Таким образом, хоть жанр сейчас не так широко представлен как в конце 1980-х годов, выход таких игр как Viewtiful Joe и God Hand позволяют говорить о сохраняющейся активности, то есть жанр остается «живым».
В последние годы жанр «избей их всех» вновь обретает популярность вместе с таким трехмерными hack and slash играми как серии Devil May Cry (с 2001 года), Ninja Gaiden (с перезапуска в 2004 году), God of War (с 2005 года), Heavenly Sword (2007), Afro Samurai (2009), и Bayonetta (2009). Также за последние годы издано несколько классических двумерных «избей их всех» игр, например, Scott Pilgrim vs. the World: The Game (2010), Mother Russia Bleeds (2016) и Streets of Rage 4 (2020).

### Комментарии

Streets of Rage 2 — популярный beat ’em up «золотого века».

1. ↑  Дословно «избей их», встречается транслитерация «битемап»[1]. Есть варианты beat ’em all (с англ. — «избей их всех») и brawler